# 巴羅鏡

沒有（紅色）和有（綠色）巴洛透鏡的光路圖。[http://upload.wikimedia.org/wikipedia/commons/c/c7/Barlow_02.png

巴羅鏡（Barlow lens）的的名稱來自創造者英國工程師彼得·巴洛（Peter Barlow）。巴洛發展出一系列可以插入其他光學系統的透鏡組。當這些透鏡被置入後，可以明顯的察覺出原系統的焦比被有效的增加了。 
它在天文學的用法是將巴羅鏡直接安裝在目鏡的前端，由於巴羅鏡的分流而有效的延長主鏡的焦距。由於望遠鏡的放大率是主鏡焦距除以目鏡焦距的商值，因此可以增加影像的放大倍率。
天文學上使用的巴羅鏡放大倍率是固定的，最常用的是2X或3X，但也有可以調整的。可調整的巴羅鏡視增加一個可以調整的延伸管改變它與目鏡的距離，來增加放大的倍數。
巴羅鏡與目鏡間的距離是決定放大倍率的一個因素，如果一個2X巴羅鏡與目鏡的距離被加倍，它就成為3X的巴羅鏡；如果距離增加3X，就成為 4X的巴羅鏡，依此類推。
顯微鏡用的巴羅鏡可以用來增加工作距離和降低放大倍率，它安裝的位置是在物鏡端最靠近目標的最後一個物鏡前端。標準的是2X鏡，它會使工作距離減半而放大倍數加倍；0.75X的，使工作距離增加0.75，而放大倍率同樣減為0.75X；0.5X的將使工作距離加倍，而放大倍率減半。